# هيدي برول
هيدي برول (بالألمانية: Heidi Brühl )‏ (و. 1942 – 1991 م) هي مغنية، وممثلة أفلام ألمانية، ولدت في غرافلفينغ، شاركت في مسابقة الأغنية الأوروبية 1963، توفيت في شتارنبرغ، عن عمر يناهز 49 عاماً، بسبب سرطان الثدي.

## وصلات خارجية
- هيدي برول على موقع IMDb (الإنجليزية)
- هيدي برول على موقع روتن توميتوز (الإنجليزية)
- هيدي برول على موقع مونزينجر (الألمانية)
- هيدي برول على موقع ألو سيني (الفرنسية)
- هيدي برول على موقع ميوزك برينز (الإنجليزية)
- هيدي برول على موقع أول موفي (الإنجليزية)
- هيدي برول على موقع قاعدة بيانات الأفلام السويدية (السويدية)
- هيدي برول على موقع إن إن دي بي (الإنجليزية)
- هيدي برول على موقع أول ميوزيك (الإنجليزية)
- هيدي برول على موقع ديسكوغز (الإنجليزية)